# French Open 1984 (Badminton)
Die French Open 1984 im Badminton fanden vom 31. März bis zum 1. April 1984 in Paris statt. Es war die 54. Auflage des Championats.

## Finalresultate
| Disziplin    | Sieger                            | Finalist                     | Ergebnis           |
| ------------ | --------------------------------- | ---------------------------- | ------------------ |
| Herreneinzel | Vimal Kumar                       | Tariq Farooq                 | 10-15, 15-6, 15-2  |
| Dameneinzel  | Wendy Poulton                     | Una O’Reilly                 | 11-5, 11-1         |
| Herrendoppel | Jan de Mulder Eddy van Herbruggen | Volker Eiber Guido Schänzler | 9-15, 15-10, 17-14 |
| Damendoppel  | Wendy Poulton Corinne Sonnet      | Una O’Reilly Claire Allison  | 15-12, 8-15, 15-10 |
| Mixed        | Eddy van Herbruggen Wendy Poulton | Volker Eiber Susanne Altmann | 15-6, 15-12        |